# Domenico Alberto Azuni
Domenico Alberto Azuni (Sássari, 3 de agosto de 1749 – Cagliari, 23 de janeiro de 1827) foi um jurista e magistrado do Reino da Sardenha.

## Biografia

Dizionario della giurisprudenza mercantile, 1786 (Fundação Mansutti, Milão)

Azuni nasceu em Sássari, na Sardenha. Estudou Direito em Sássari e Turim, e em 1782 foi nomeado juiz do consulado em Nice. Em 1786-1788 publicou seu Dizionario Universale Ragionato della Giurisprudenza Mercantile. Em 1795 foi lançado seu trabalho sistemático sobre o direito marítimo da Europa, Sistema Universale dei Principii del Diritto Maritimo deli Europa, que posteriormente reformulou e traduziu para o francês.
Em 1806, foi nomeado membro da comissão francesa envolvida na elaboração de um código geral de direito comercial, e no ano seguinte foi enviado para Gênova como presidente do tribunal de recursos. Após a queda de Napoleão Bonaparte em 1814, Azuni viveu por um tempo recluso em Gênova, até que foi convidado por Vítor Emanuel I a retornar à Sardenha e em Cagliari foi nomeado juiz do consulado, e diretor da biblioteca da universidade. Morreu em Cagliari, em 1827.
Azuni também escreveu inúmeros panfletos e pequenas obras, principalmente sobre direito marítimo, um importante tratado sobre a origem e evolução do direito marítimo (Paris, 1810), e um relato histórico, geográfico e político da Sardenha (1799, ampliado em 1802).

## Trabalhos

### Em italiano
- Dizionario universale ragionato della giurisprudenza mercantile, IV tomi, Nizza, Società Tipografica, 1788.
- Dissertazione sull'origine della bussola nautica letta alla Reale Accademia fiorentina..., Firenze, F. Stecchi, 1795.
- Sistema universale dei principi del dritto marittimo dell’Europa, Firenze, Granducale, 1795-1796 (successive edizioni Trieste, 1796 e 1797, e New York, 1806. Traduzioni francesi Parigi, 1797, 1801 e 1805, con il titolo Droit maritime de l'Europeperfetto dei negoziati, Trieste, 1797.
- Osservazioni polemiche, Genova, 1816.
- Della pubblica amministrazione sanitaria in tempo di peste colle leggi proprie…, Cagliari, Stamperia Reale, 1820.
- Intorno alla pirateria; Sullo stato naturale dell'uomo, a cura di S. Cocco Solinas, Sássari, G. Dessì, 1892.
- Saggio sulla storia geografica, politica e naturale del Regno di Sardegna, "La regione", Vol. 1, Cagliari, 30/9/1922.
- Saggio sulla libertà di stampa, "La regione", Vol. 2, Cagliari, 28/02/1925.
- Storia geografica politica e naturale della Sardegna, Sássari, Società Sardamare, 1950.
- Elogio della pace, (a cura di A. Delogu), Cagliari, 1994.
- Discorso sui pericoli della libertà di stampa: versione francese e italiana, (a cura di A. Crisci),Sássari, 1998

### Em francês
- Essai sur l'Histoire géographique, politique et naturelle du Royaume de Sardaigne, Paris, Leroux, 1799-1800.
- Système universel des principes du droit maritime de l'Europe, ou Tableau versitòet raisonné…, Paris, J. C. Poncelin, 1801-1802.
- Consultation pour le M. le marq. d'Yrauda, Paris, 1801.
- Histoire géographique, politique et naturelle de Sardaigne, Paris, Levrault frères, 1802.
- Mémoire pour les coutiers de Marseille, Paris, 1803.
- Notice sur les voyages maritimes de Pytheas de Marseille, Marseille, Imprimerie de la Société Typographique, 1803-1804.
- Droit maritime de l'Europe par M. D. A. Azuni, Paris, Charles, 1805 e Riproduzione Anastatica, Torino, 1972.
- Dissertation sur l'origine de la boussole, Paris, A. Renouard, 1805.
- Appel au gouvernement des vexations exercées par le corsare français l'Aventurier contre des negocians liguriens, Gênes, 1806.
- Origine et progrés du droit et de la legislation maritime, Paris, A. Beraud, 1810.
- Mémoires pour servir à l'histoire des voyages maritimes des anciens navigateurs de Marseille, Gênes, H. Bonaudo, 1813.
- Recherches pour servir à l'histoire de la piraterie, avec un precis des moyens..., Genova, A. Ponthenier, 1816.
- Système universel des armaments en course et des corsaires en temps de guerre suivi d'un precis des moyens…, Gênes, H. Bonaudo, 1817.